# 康斯維爾 (愛荷華州)
康斯維爾（英語：Conesville）是一個位於美國愛荷華州馬斯卡廷縣的城市。

## 歷史
康斯維爾曾經是伯靈頓地區與北部鐵路的倉庫。它以土地所有者“鮑比.康斯維爾.肯恩(Beebe Stewart Cone)”的名字命名，先前他是俄亥俄州的康斯維爾家族釀酒廠共同所有人。 該酒廠在1857年被燒毀，但未被重建。到1870年，康斯維爾來到愛荷華州建立了以自己名字命名的城鎮。

## 地理
康斯維爾的座標為41°22′46″N 91°21′01″W / 41.37944°N 91.35028°W，而該地的平均海拔高度為186米（即610英尺）。

## 人口
根據2010年美國人口普查的數據，康斯維爾的面積為0.93平方千米，當中陸地面積為0.93平方千米，而水域面積為0.00平方千米。當地共有人口432人，而人口密度為每平方千米464人。